# Sporopachydermia lactativora
Sporopachydermia lactativora är en svampart som beskrevs av Rodr. Mir. 1978. Sporopachydermia lactativora ingår i släktet Sporopachydermia, ordningen Saccharomycetales, klassen Saccharomycetes, divisionen sporsäcksvampar och riket svampar.   Inga underarter finns listade i Catalogue of Life.